# Bahnhof Hamburg-Tonndorf

Der Bahnhof Hamburg-Tonndorf ist ein Haltepunkt der RB81 in der Stadt Hamburg an der 1865 eröffneten Bahnstrecke Lübeck–Hamburg und geplanter S-Bahn-Haltepunkt der zukünftigen Linie S4. Er liegt im Verbundgebiet des Hamburger Verkehrsverbundes (HVV). Er wurde früher als Wandsbek Ost bezeichnet.
Der Haltepunkt ist an die Stadtbuslinien der Hamburger Hochbahn (HHA) angeschlossen.
| Linie           | Zuglauf | Zuglauf | Takt                                                                                             | Eisenbahnverkehrsunternehmen | Fahrzeugmaterial                                 |
| --------------- | --- | --- | ------------------------------------------------------------------------------------------------ | ---------------------------- | ------------------------------------------------ |
| RB 81           | Hamburg Hauptbahnhof – Hamburg-Hasselbrook – Hamburg-Tonndorf – Hamburg-Rahlstedt – Ahrensburg – Ahrensburg-Gartenholz – Bargteheide – Kupfermühle – Bad Oldesloe | Hamburg Hauptbahnhof – Hamburg-Hasselbrook – Hamburg-Tonndorf – Hamburg-Rahlstedt – Ahrensburg – Ahrensburg-Gartenholz – Bargteheide – Kupfermühle – Bad Oldesloe | halbstündlich nach Bargteheide / stündlich nach Bad Oldesloe mit HVZ-Verstärker nach Hamburg Hbf | DB Regio Schleswig-Holstein  | Bombardier Traxx + 6 Bombardier-Doppelstockwagen |
| Stand: Mai 2024 | | |                                                                                                  |                              |                                                  |

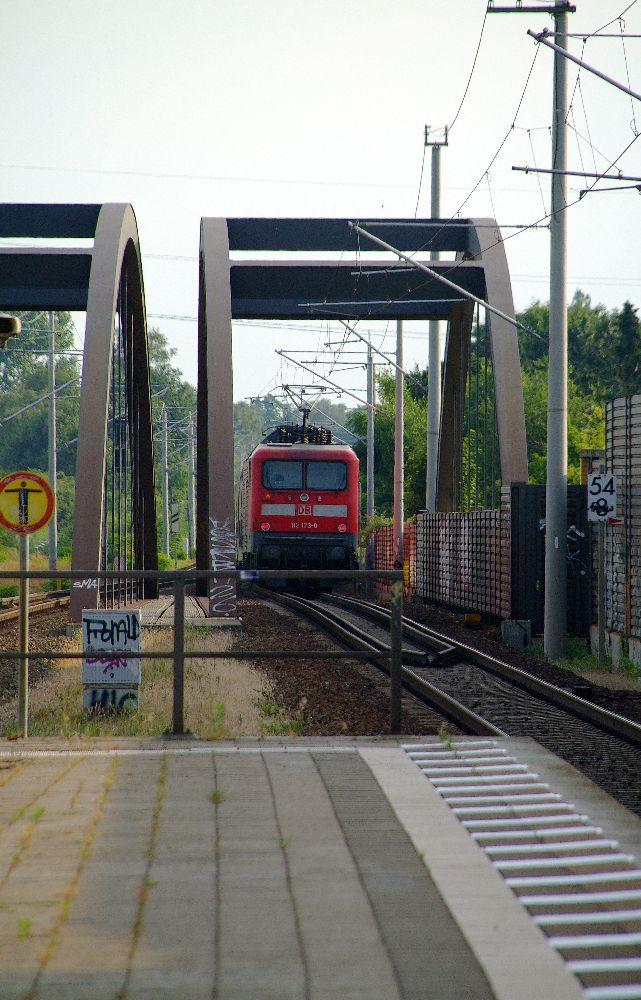
RB81 am Bahnhof Hamburg-Tonndorf, bis zur Inbetriebnahme der S4 wird Tonndorf durch die Lokbespannten Doppelstockwagen bedient werden

Mit Betriebsbeginn der neuen S4 2027 wird der S-Bahn-Betrieb aufgenommen, nach Fertigstellung der S 4 soll der Betrieb des RB81 eingestellt werden.